# Dypsis prestoniana
Dypsis prestoniana – gatunek palmy z rzędu arekowców (Arecales). Występuje endemicznie na Madagaskarze, w prowincjach Fianarantsoa oraz Toamasina. Można go spotkać w Midongy du Sud. Znane są tylko 2-5 jego naturalne stanowiska.
Rośnie w bioklimacie wilgotnym, jak i średniowilgotnym. Występuje na wysokości do 1000 m n.p.m.